# Llista d'asteroides/151601-151700
| Nom      | Designació provisional | Data de descobriment   | Lloc de descobriment | Descobridor/s        |
| -------- | ---------------------- | ---------------------- | -------------------- | -------------------- |
| 151601 - | 2002 VJ47              | 5 de novembre de 2002  | Anderson Mesa        | LONEOS               |
| 151602 - | 2002 VX47              | 5 de novembre de 2002  | Socorro              | LINEAR               |
| 151603 - | 2002 VG51              | 6 de novembre de 2002  | Anderson Mesa        | LONEOS               |
| 151604 - | 2002 VC61              | 5 de novembre de 2002  | Socorro              | LINEAR               |
| 151605 - | 2002 VJ61              | 5 de novembre de 2002  | Socorro              | LINEAR               |
| 151606 - | 2002 VU61              | 5 de novembre de 2002  | Socorro              | LINEAR               |
| 151607 - | 2002 VV70              | 7 de novembre de 2002  | Socorro              | LINEAR               |
| 151608 - | 2002 VA73              | 7 de novembre de 2002  | Socorro              | LINEAR               |
| 151609 - | 2002 VZ74              | 7 de novembre de 2002  | Socorro              | LINEAR               |
| 151610 - | 2002 VU79              | 7 de novembre de 2002  | Socorro              | LINEAR               |
| 151611 - | 2002 VY80              | 7 de novembre de 2002  | Socorro              | LINEAR               |
| 151612 - | 2002 VR84              | 7 de novembre de 2002  | Socorro              | LINEAR               |
| 151613 - | 2002 VT91              | 12 de novembre de 2002 | Socorro              | LINEAR               |
| 151614 - | 2002 VS93              | 12 de novembre de 2002 | Socorro              | LINEAR               |
| 151615 - | 2002 VR97              | 12 de novembre de 2002 | Socorro              | LINEAR               |
| 151616 - | 2002 VW99              | 13 de novembre de 2002 | Palomar              | NEAT                 |
| 151617 - | 2002 VQ100             | 11 de novembre de 2002 | Anderson Mesa        | LONEOS               |
| 151618 - | 2002 VZ102             | 12 de novembre de 2002 | Socorro              | LINEAR               |
| 151619 - | 2002 VB105             | 12 de novembre de 2002 | Socorro              | LINEAR               |
| 151620 - | 2002 VK108             | 12 de novembre de 2002 | Socorro              | LINEAR               |
| 151621 - | 2002 VH114             | 13 de novembre de 2002 | Palomar              | NEAT                 |
| 151622 - | 2002 VX121             | 13 de novembre de 2002 | Palomar              | NEAT                 |
| 151623 - | 2002 VF123             | 13 de novembre de 2002 | Palomar              | NEAT                 |
| 151624 - | 2002 WS6               | 24 de novembre de 2002 | Palomar              | NEAT                 |
| 151625 - | 2002 WP7               | 24 de novembre de 2002 | Palomar              | NEAT                 |
| 151626 - | 2002 WQ9               | 24 de novembre de 2002 | Palomar              | NEAT                 |
| 151627 - | 2002 WB12              | 27 de novembre de 2002 | Anderson Mesa        | LONEOS               |
| 151628 - | 2002 WA17              | 28 de novembre de 2002 | Haleakala            | NEAT                 |
| 151629 - | 2002 WP17              | 30 de novembre de 2002 | Socorro              | LINEAR               |
| 151630 - | 2002 WO19              | 24 de novembre de 2002 | Palomar              | S. F. Hönig          |
| 151631 - | 2002 XN                | 1 de desembre de 2002  | Socorro              | LINEAR               |
| 151632 - | 2002 XC4               | 1 de desembre de 2002  | Socorro              | LINEAR               |
| 151633 - | 2002 XL7               | 2 de desembre de 2002  | Socorro              | LINEAR               |
| 151634 - | 2002 XX19              | 2 de desembre de 2002  | Socorro              | LINEAR               |
| 151635 - | 2002 XY22              | 3 de desembre de 2002  | Haleakala            | NEAT                 |
| 151636 - | 2002 XO27              | 5 de desembre de 2002  | Socorro              | LINEAR               |
| 151637 - | 2002 XN28              | 5 de desembre de 2002  | Socorro              | LINEAR               |
| 151638 - | 2002 XV28              | 5 de desembre de 2002  | Socorro              | LINEAR               |
| 151639 - | 2002 XF31              | 6 de desembre de 2002  | Socorro              | LINEAR               |
| 151640 - | 2002 XC33              | 6 de desembre de 2002  | Socorro              | LINEAR               |
| 151641 - | 2002 XM38              | 6 de desembre de 2002  | Socorro              | LINEAR               |
| 151642 - | 2002 XG49              | 10 de desembre de 2002 | Socorro              | LINEAR               |
| 151643 - | 2002 XH54              | 10 de desembre de 2002 | Palomar              | NEAT                 |
| 151644 - | 2002 XB57              | 10 de desembre de 2002 | Socorro              | LINEAR               |
| 151645 - | 2002 XR60              | 10 de desembre de 2002 | Socorro              | LINEAR               |
| 151646 - | 2002 XA66              | 12 de desembre de 2002 | Socorro              | LINEAR               |
| 151647 - | 2002 XC66              | 12 de desembre de 2002 | Socorro              | LINEAR               |
| 151648 - | 2002 XQ70              | 10 de desembre de 2002 | Socorro              | LINEAR               |
| 151649 - | 2002 XL71              | 10 de desembre de 2002 | Socorro              | LINEAR               |
| 151650 - | 2002 XN81              | 11 de desembre de 2002 | Socorro              | LINEAR               |
| 151651 - | 2002 XS88              | 14 de desembre de 2002 | Socorro              | LINEAR               |
| 151652 - | 2002 XF93              | 5 de desembre de 2002  | Socorro              | LINEAR               |
| 151653 - | 2002 XB94              | 3 de desembre de 2002  | Palomar              | S. F. Hönig          |
| 151654 - | 2002 XU95              | 5 de desembre de 2002  | Socorro              | LINEAR               |
| 151655 - | 2002 XZ103             | 5 de desembre de 2002  | Socorro              | LINEAR               |
| 151656 - | 2002 XC115             | 10 de desembre de 2002 | Palomar              | NEAT                 |
| 151657 - | 2002 XV115             | 11 de desembre de 2002 | Apache Point         | SDSS                 |
| 151658 - | 2002 YK                | 27 de desembre de 2002 | Anderson Mesa        | LONEOS               |
| 151659 - | 2002 YF3               | 25 de desembre de 2002 | Piszkéstető          | Piszkéstető          |
| 151660 - | 2002 YC6               | 28 de desembre de 2002 | Kitt Peak            | Spacewatch           |
| 151661 - | 2002 YF8               | 30 de desembre de 2002 | Socorro              | LINEAR               |
| 151662 - | 2002 YZ8               | 31 de desembre de 2002 | Socorro              | LINEAR               |
| 151663 - | 2002 YF10              | 31 de desembre de 2002 | Socorro              | LINEAR               |
| 151664 - | 2002 YJ12              | 31 de desembre de 2002 | Kitt Peak            | Spacewatch           |
| 151665 - | 2002 YP19              | 31 de desembre de 2002 | Socorro              | LINEAR               |
| 151666 - | 2002 YS19              | 31 de desembre de 2002 | Socorro              | LINEAR               |
| 151667 - | 2002 YO23              | 31 de desembre de 2002 | Socorro              | LINEAR               |
| 151668 - | 2002 YY26              | 31 de desembre de 2002 | Socorro              | LINEAR               |
| 151669 - | 2002 YH27              | 31 de desembre de 2002 | Socorro              | LINEAR               |
| 151670 - | 2002 YL27              | 31 de desembre de 2002 | Socorro              | LINEAR               |
| 151671 - | 2002 YC29              | 31 de desembre de 2002 | Socorro              | LINEAR               |
| 151672 - | 2003 AU                | 1 de gener de 2003     | Socorro              | LINEAR               |
| 151673 - | 2003 AQ5               | 1 de gener de 2003     | Socorro              | LINEAR               |
| 151674 - | 2003 AQ6               | 1 de gener de 2003     | Kitt Peak            | Spacewatch           |
| 151675 - | 2003 AW7               | 2 de gener de 2003     | Socorro              | LINEAR               |
| 151676 - | 2003 AG10              | 1 de gener de 2003     | Socorro              | LINEAR               |
| 151677 - | 2003 AB12              | 1 de gener de 2003     | Socorro              | LINEAR               |
| 151678 - | 2003 AF16              | 4 de gener de 2003     | Socorro              | LINEAR               |
| 151679 - | 2003 AE20              | 5 de gener de 2003     | Socorro              | LINEAR               |
| 151680 - | 2003 AZ23              | 4 de gener de 2003     | Socorro              | LINEAR               |
| 151681 - | 2003 AR25              | 4 de gener de 2003     | Socorro              | LINEAR               |
| 151682 - | 2003 AQ28              | 4 de gener de 2003     | Socorro              | LINEAR               |
| 151683 - | 2003 AE29              | 4 de gener de 2003     | Socorro              | LINEAR               |
| 151684 - | 2003 AZ30              | 4 de gener de 2003     | Socorro              | LINEAR               |
| 151685 - | 2003 AU35              | 7 de gener de 2003     | Socorro              | LINEAR               |
| 151686 - | 2003 AP39              | 7 de gener de 2003     | Socorro              | LINEAR               |
| 151687 - | 2003 AK42              | 7 de gener de 2003     | Socorro              | LINEAR               |
| 151688 - | 2003 AQ46              | 5 de gener de 2003     | Socorro              | LINEAR               |
| 151689 - | 2003 AM49              | 5 de gener de 2003     | Socorro              | LINEAR               |
| 151690 - | 2003 AH53              | 5 de gener de 2003     | Socorro              | LINEAR               |
| 151691 - | 2003 AL53              | 5 de gener de 2003     | Socorro              | LINEAR               |
| 151692 - | 2003 AU53              | 5 de gener de 2003     | Socorro              | LINEAR               |
| 151693 - | 2003 AH55              | 5 de gener de 2003     | Socorro              | LINEAR               |
| 151694 - | 2003 AS58              | 5 de gener de 2003     | Socorro              | LINEAR               |
| 151695 - | 2003 AB64              | 7 de gener de 2003     | Bisei SG Center      | BATTeRS              |
| 151696 - | 2003 AX65              | 7 de gener de 2003     | Socorro              | LINEAR               |
| 151697 - | 2003 AF84              | 15 de gener de 2003    | Schiaparelli         | L. Buzzi, F. Bellini |
| 151698 - | 2003 AH84              | 14 de gener de 2003    | Campo Imperatore     | CINEOS               |
| 151699 - | 2003 AA94              | 10 de gener de 2003    | Socorro              | LINEAR               |
| 151700 - | 2003 BQ17              | 27 de gener de 2003    | Socorro              | LINEAR               |